# AutoExpert
Autoexpert este o revistă auto din România. Începând din 2015 au un parteneriat cu revista auto italiană Quattroruote.

## Publicații înrudite
- Flote Auto[4]
- Cargo & Bus[5]
- MotorXpert[6]
- YachtExpert[7]
- KM0 – Ghidul Șoferului Începător[8]
- Miss Auto[9]
- Auto Motor și Sport[10]
- AutoExpert JUNIOR[11]
- AutoExpert 4×4[12]
- AutoExpert Catalog SUV&4×4[12]
- AutoExpert Catalog e-Mobilitate[13]
- AutoExpert Ghidul Propulsiilor Alternative[14]
- AutoExpert ECO[15]
- AutoExpert EXTRA[16]
- MercedesBlog[17]
- MotorClasic & youngtimer[18]